# Closer (Corinne Bailey Rae)
Closer è un brano musicale della cantautrice britannica Corinne Bailey Rae, estratto come terzo singolo dall'album The Sea, secondo album della cantante. Il singolo è stato pubblicato il 2 agosto 2010.

## Tracce
Promo - CD-Single Virgin - (EMI)
1. Closer - 3:36

Download digitale
1. Closer (Radio Edit) - 3:36
2. Closer (Instrumental) - 4:17